# Carl August von Struensee

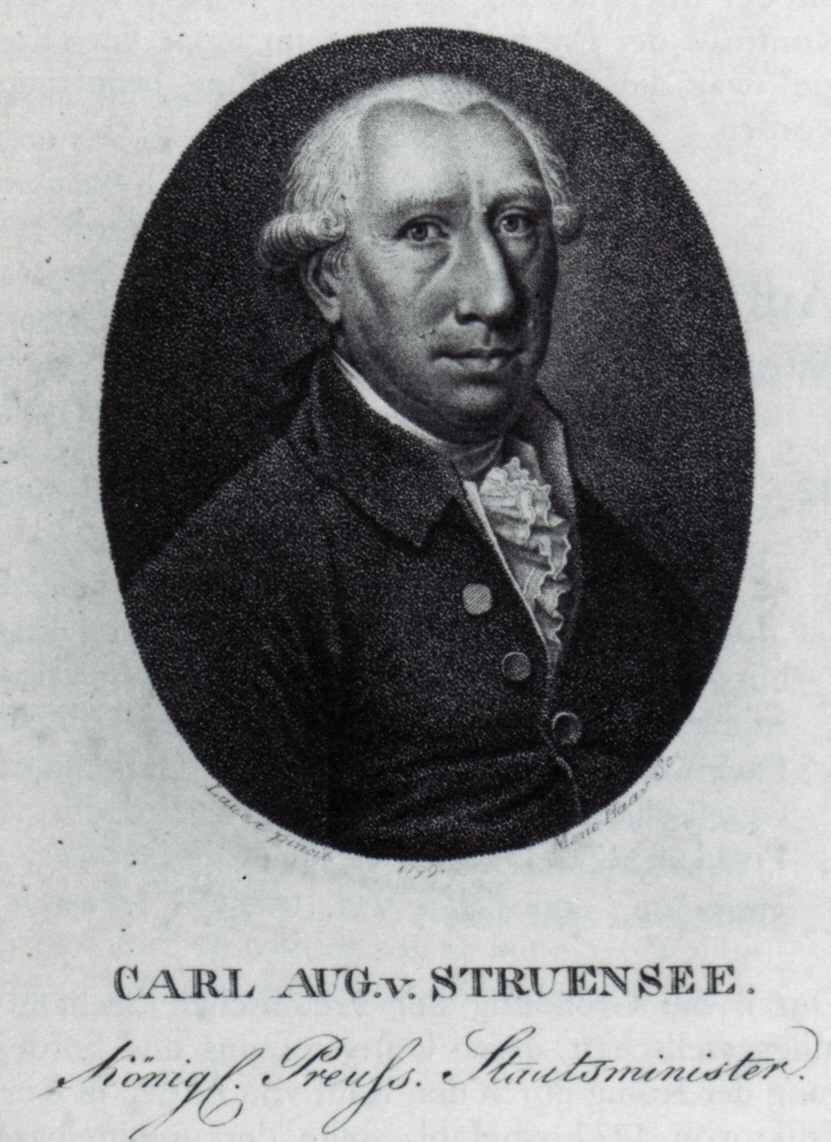
Carl August von Struensee

Carl August Struensee, ab 1789 Struensee von Carlsbach (* 18. August 1735 in Halle; † 17. Oktober 1804 in Berlin) war preußischer Finanzminister.

## Leben
Struensee entstammte einer ursprünglich in der Mark Brandenburg ansässigen Familie Struensee, deren Name im Jahr 1477 in Neuruppin erstmals urkundlich erwähnt wird. Sein Vater Adam Struensee (1708–1791) war Pastor und Theologieprofessor in Halle und später Generalsuperintendent der Herzogtümer Schleswig und Holstein, seine Mutter Maria Dorothea war die Tochter des Mediziners und Leibarztes des dänischen Königs Johann Samuel Carl (1677–1757).
Er studierte zunächst ab 1751 an der Friedrichs-Universität Halle Theologie. 1754 schloss er das Studium mit einer Dissertation ab, die er vor einer Prüfungskommission verteidigte, bei der sein Vater den Vorsitz führte. Danach wandte er sich jedoch den Fächern Mathematik und Philosophie zu, die er ab 1755 an der Universität Göttingen studierte. 1757 wurde er dann Professor an der Ritterakademie in Liegnitz. Ohne selbst Soldat gewesen zu sein, verfasste er dort zu Unterrichtszwecken einige militärwissenschaftliche Lehrbücher, unter anderem sein Werk Anfangsgründe der Artillerie, das sich zu einem Standardwerk der strategischen Kriegsführung entwickelte und in drei Auflagen bis ins 19. Jahrhundert hinein erschien. Weiterhin wurde zwischen 1771 und 1774 seine dreibändige Schrift Anfangsgründe der Kriegs-Baukunst veröffentlicht, die laut Struensees Biograph Johann August Nösselt als „bestes deutsches Werk über die Ingenieurswissenschaft“ bezeichnet wurde.

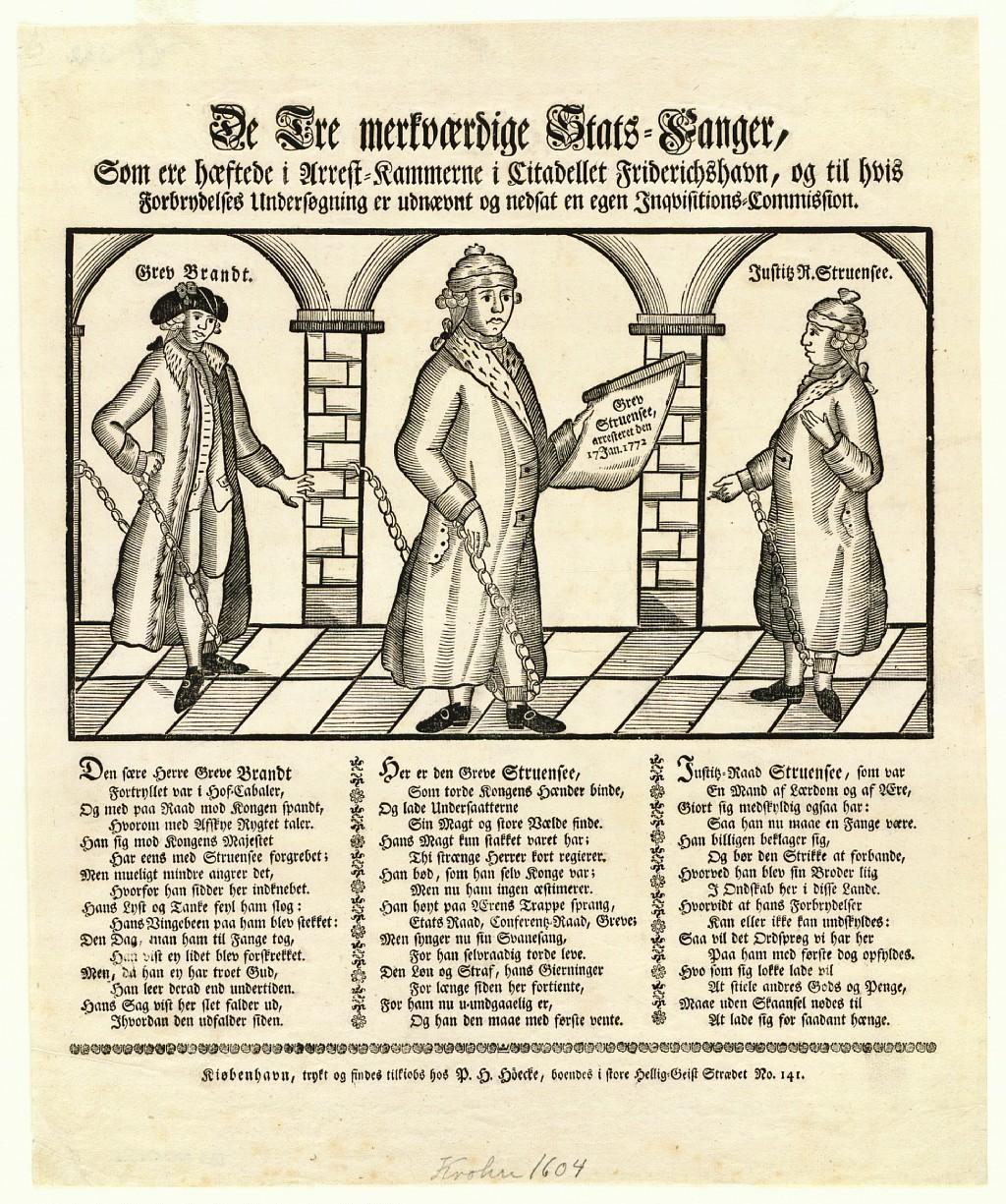
Die Brüder Struensee und Enevold von Brandt als Staatsgefangene 1772

Sein jüngerer Bruder Johann Friedrich Struensee (1737–1772) wurde 1769 Vertrauter des dänischen Königs Christian VII. und wenig später dessen einflussreichster Ratgeber und faktischer Regent von Dänemark. Schon vor seiner Ernennung zum Leibarzt sorgte er dafür, dass Carl August Struensee am 13. November 1769 zum dänischen Justizrat erhoben wurde. Carl August Struensee verließ im April 1771 Liegnitz und zog nach Kopenhagen. Dort unterstützte er die Reformen seines Bruders vor allem mit seinen Kenntnissen in der Finanzpolitik, so etwa indem er für ein zentrales Finanzmanagement eintrat, bei dem ein Finanzkollegium die Zinskammer, die allgemeine Kammer und die Handelsakademie ersetzte. Zudem übernahm ein Staatsfonds die Verwaltung der Einnahmen des Königreichs, einschließlich der privaten Kammer des Königs, hauptsächlich bestehend aus den Einnahmen aus dem Sundzoll, die bisher traditionell dem König zugeflossen waren. Innerhalb kürzester Zeit konnte so der Staatshaushalt ausgeglichen werden. Nach dem Sturz seines Bruders am 17. Januar 1772 wurde er ebenfalls verhaftet und er musste sich in einem Gerichtsverfahren verantworten, wurde jedoch nach einigen Monaten Kerkerhaft freigelassen.
Anschließend kehrte er zunächst an die Ritterakademie Liegnitz zurück, übernahm aber nicht, wie von Friedrich II. gewünscht, wieder sein altes Schulamt, sondern beschäftigte sich mit Volkswirtschaft. Dazu verfasste er mehrere Abhandlungen, die den König bewogen, ihn 1777 als Bankdirektor nach Elbing zu berufen. 1782 kam er als königlich preußischer Geheimer Oberfinanzrat und Direktor der preußischen Seehandlung nach Berlin. 1791 ernannte ihn Friedrich Wilhelm II. zum Minister des Accise-, Zoll-, Commercial- und Fabrikenwesens, ein Amt, das er auch unter Friedrich Wilhelm III. bis zu seinem Tod innehatte; sein Nachfolger im Amt wurde 1804 der Freiherr von Stein. Weiterhin wurde er zum königlich preußischen Geheimen Staatsminister ernannt.
Struensee stand der Berliner Aufklärung nahe und verfasste einige Beiträge in der von Friedrich Nicolai herausgegebenen Allgemeinen Deutschen Bibliothek. Er war außerdem Mitglied der Berliner Mittwochsgesellschaft und unterhielt Kontakte zu Johann Georg Hamann und Immanuel Kant in Königsberg.

### Nobilitierung
Die preußische Genehmigung zur Annahme des ihm zugedachten dänischen Adels erhielt er am 1. März 1789 in Berlin. Die Erhebung in den dänischen Adelsstand mit Namensmehrung von Carlsbach, variiert nach dem Familiennamen seiner Mutter, erfolgte am 15. Mai 1789 auf Schloss Christiansborg.
Sein anderer Bruder Gotthilf Christoph Struensee, cand. jur. und sein Nachfolger als Bankdirektor in Elbing, wurde am 26. Dezember 1803 in Berlin in den preußischen Adelsstand erhoben.

### Wertung
Struensee trat laut Nösselt durch seinen Scharfsinn, seine Präzision, Deutlichkeit und Ordnung seiner Gedanken durchaus positiv hervor. Der preußische Finanzrat Theodor von Schön bezeichnete ihn sogar als „größten Staatsmann, welchen der preussische Staat je gehabt hat“. Probleme hatte Struensee aber offenbar mit seiner nichtadeligen Herkunft, da er so in den Regierungskreisen des preußischen Staates ein Außenseiterdasein führte. In späteren Jahren zunehmend konservativ, widersetzte er sich trotz seiner zuvor erfolgreichen Reformen in der dänischen Finanzverwaltung den Reformbestrebungen im preußischen Finanzwesen.

## Familie
Struensee war verheiratet mit Karoline Elisabeth Müller (1748–1803), der Tochter des Stiftsverwalters der Ritterakademie Liegnitz. Das Paar hatte drei Töchter:
- Henriette (* 17. Oktober 1779; † 3. März 1832) ⚭ Graf Hans Valentin von Königsmarck (* 7. Juni 1773 † 26. November 1849), Erb-Oberhofmeister der Kurmark, Eltern des Gesandten Hans von Königsmarck
- Friederike Karoline (* 30. April 1788; † 1. Mai 1863) ⚭ Friedrich Wilhelm von Schütze (* 30. November 1780; † 13. Januar 1844), preußischer Geheimer Regierungsrat, Erbherr von Schöneiche
- Karoline Maria (* 22. Januar 1787; † 23. Februar 1858) ⚭ Friedrich Wilhelm Ludwig von Schütze (* 1782; † 20. September 1856), Herr auf Schönauf

## Werke
- Magisterarbeit: De mediis cognotionem mortuam reddendi vivam. Verleger: Johann Justinus Gebauer, Halle/Magdeburg, 1756, (online).
- Übersetzung aus dem Französischen und Vorrede: Die Kriegskunst des Grafen von Moritz von Sachsen. Siegert, Liegnitz/Leipzig, 1767,(online).
- Anfangsgründe der Artillerie. Siegert, Liegnitz/Leipzig, 1769, 2. Aufl., (online).
- Anfangsgründe der Kriegs-Baukunst. 3 Bände. Siegert, Liegnitz/Leipzig, 1771–1774.
- Johann Christian Sinapius, Karl August von Struensee (beide Hrsg./Autor): Kurzgefaßte Beschreibung der Handlung der vornehmsten europäischen Staaten; 1, 2.1 und 2.2, Siegert, Liegnitz/Leipzig, 1778.